# Six Jours de Paris
Les Six Jours de Paris étaient une course de six jours, épreuve cycliste sur piste annuelle, créée par Bob Desmarets, organisée en 1913 et 1914, de 1921 à 1939, de 1946 à 1958 et de 1984 à 1989 (sauf en 1987). Richement dotée, elle était très populaire avant la Seconde Guerre mondiale et était la principale compétition de ce type en France.
En janvier 1913, Floyd MacFarland, ancien coureur américain mais aussi manager et organisateur, organisa la première course de six jours à Paris dans le Vélodrome d'Hiver avec trois équipes américaines.
L'équipe Léon Hourlier-Léon Comès remporte la seconde épreuve des Six Jours de Paris. Tous les spécialistes du tourniquet du Madison Square Garden, de Salt-Lake-City, de Boston, de Melbourne sont battus par les deux Français. Hourlier vient « coiffer » tous les Américains et les Australiens sur le poteau lors d'un dernier « rush » qui étonna Goullet et Clark, laissa le blond Joé Fogler stupéfait, Floyd MacFarland ahuri, et les sportsmen français dans la joie.
La compétition se tint jusqu'en 1958 au Vélodrome d'hiver de Paris, également appelé « Vel' d'Hiv' » dans le langage populaire. Ernest Hemingway, quand il résidait à Paris, venait souvent assister aux Six Jours.
La Houppa anime les Six Jours en 1936 et obtint cette année-là un gros succès. Les coureurs eux-mêmes, debout sur leurs pédales, l'accompagnèrent dans un charivari indescriptible.
La compétition fut organisée de 1984 à 1989 au palais omnisports de Paris-Bercy.

## Palmarès

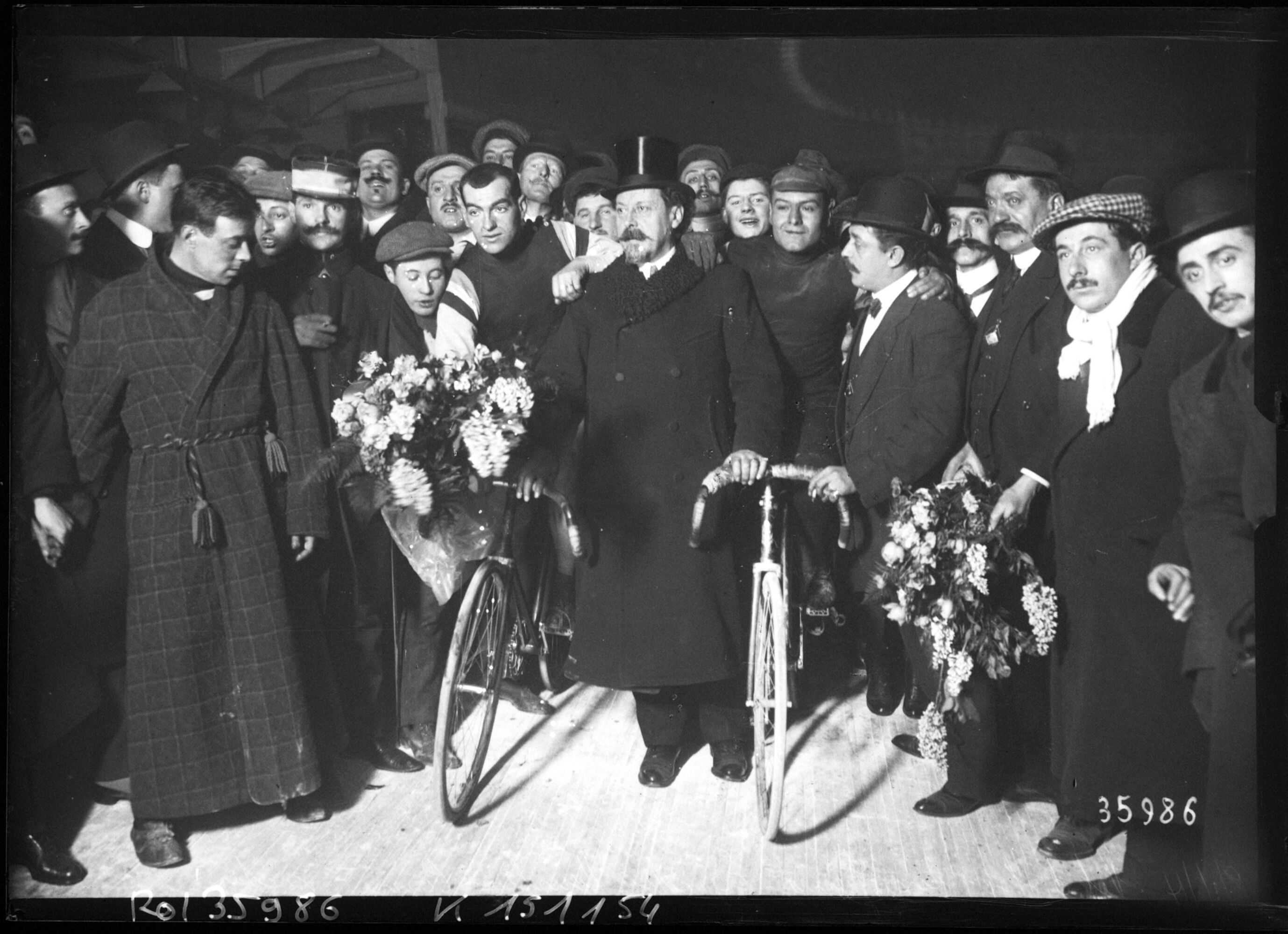
Léon Hourlier et Léon Comès, vainqueurs des Six Jours de Paris en 1914.

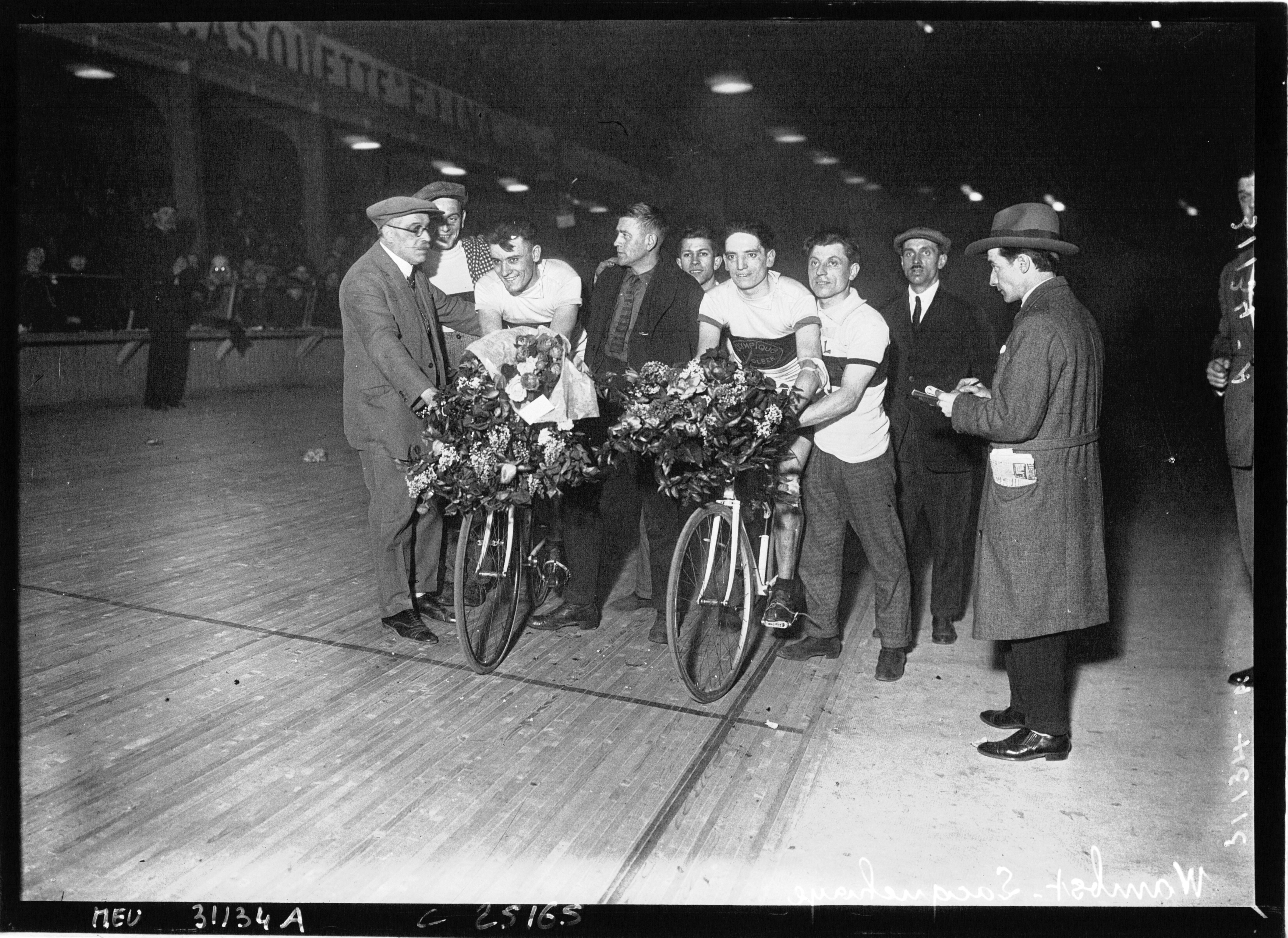
Georges Wambst et Charles Lacquehay après leur victoire dans les 6 jours, Vel'd'Hiv' en 1926.

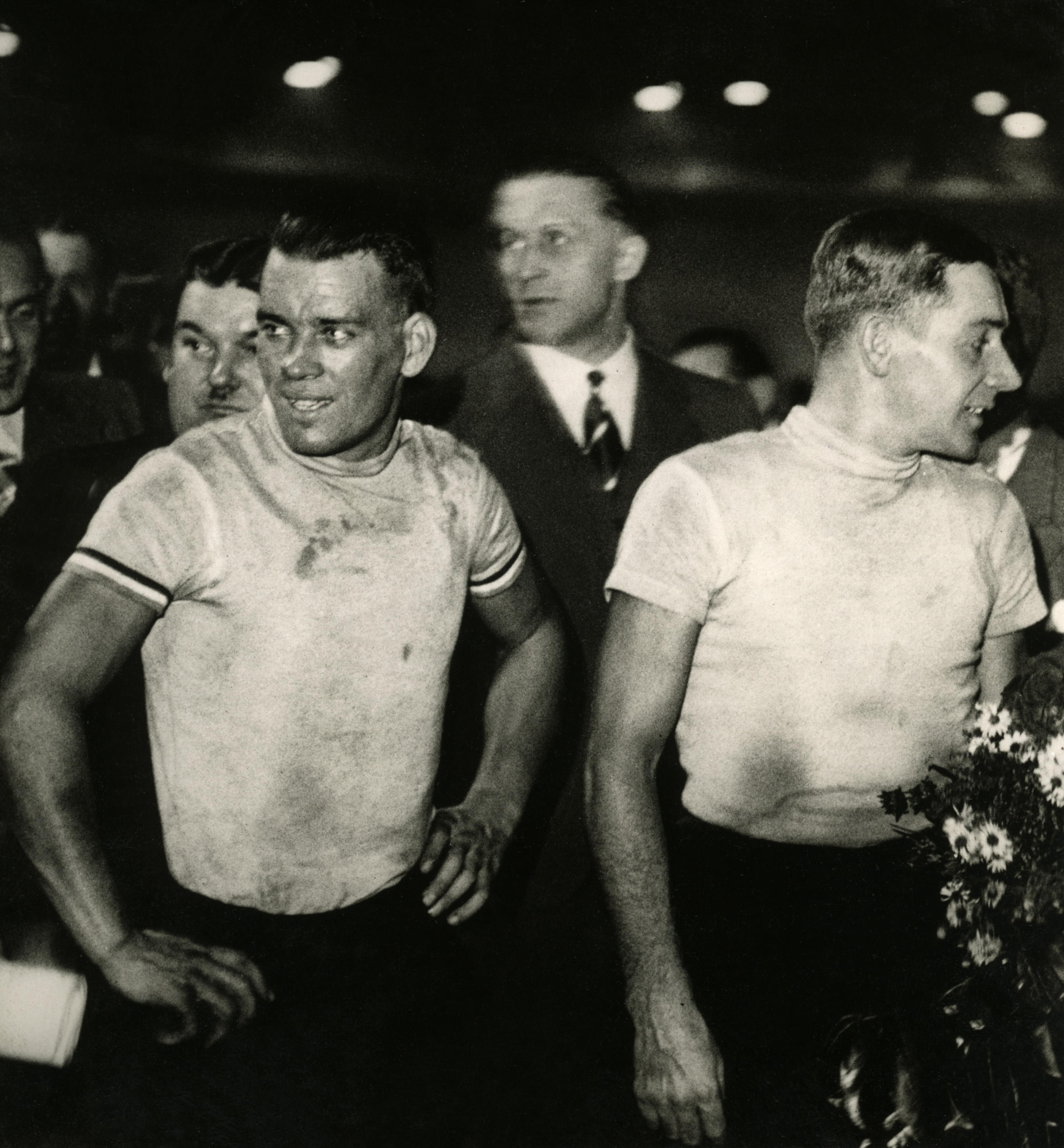
Kees Pellenaars et Adolf Schön, en 1936.

| Année           | Vainqueur                                            | Deuxième                                            | Troisième                                           |
| --------------- | ---------------------------------------------------- | --------------------------------------------------- | --------------------------------------------------- |
| 1913            | Alfred Goullet Joe Fogler                            | Victor Dupré Octave Lapize                          | Robert Walthour George Wiley                        |
| 1914            | Léon Hourlier Léon Comès                             | Alfred Goullet Alfred Grenda                        | André Perchicot Oscar Egg                           |
| 1915-20         | Non-disputés                                         |                                                     |                                                     |
| 1921            | Oscar Egg Georges Sérès                              | Émile Aerts Alfons Spiessens                        | Marcel Dupuy Jules Miquel                           |
| 1922            | Émile Aerts Georges Sérès                            | Alfred Grenda Reginald McNamara                     | Alfred Beyl Louis Billard                           |
| 1923            | Piet van Kempen Oscar Egg                            | Jean Chardon Georges Vandenhove                     | Aloïs Persyn Pierre Van De Velde                    |
| 1924            | Émile Aerts Georges Sérès                            | Maurice Brocco César Debaets                        | Charles Deruyter Pierre Sergent                     |
| 1925            | Piet van Kempen Alfred Beyl                          | Oscar Egg Lucien Louet                              | Maurice Dewolf Henri Stockelynck                    |
| 1926            | Charles Lacquehay Georges Wambst                     | André Marcot Etienne Putzeis                        | Maurice Dewolf Henri Stockelynck                    |
| 1927            | Émile Aerts Reginald McNamara                        | Georges Vandenhove René Vandenhove                  | Henri Aerts Noël Duvivier                           |
| 1928 (avril)    | Charles Lacquehay Georges Wambst                     | Gabriel Marcillac Georges Faudet                    | Piet van Kempen André Raynaud                       |
| 1928 (août)     | Onésime Boucheron Alessandro Tonani                  | Lucien Choury Louis Fabre                           | Hubert Opperman François Urago                      |
| 1929            | André Raynaud Octave Dayen                           | Costante Girardengo Pietro Linari                   | Georges Faudet Lucien Louet                         |
| 1930            | Charles Pélissier Armand Blanchonnet                 | Harry Horan Paul Buschenhagen                       | Lucien Choury Louis Fabre                           |
| 1931            | Pietro Linari Alfredo Dinale                         | Piet van Kempen Jan Pijnenburg                      | Georges Coupry Onésime Boucheron                    |
| 1932            | Piet van Kempen Jan Pijnenburg                       | Adolphe Charlier Roger Deneef                       | Georges Wambst Paul Broccardo                       |
| 1933            | Paul Broccardo Marcel Guimbretiere                   | Jan Pijnenburg Cor Wals                             | Pietro Linari Learco Guerra                         |
| 1934            | Jan Pijnenburg Cor Wals                              | Jean Aerts Adolphe Charlier                         | Albert Buysse Roger Deneef                          |
| 1935 (mars)     | Paul Broccardo Marcel Guimbretiere                   | Jan Pijnenburg Cor Wals                             | Adolphe Charlier Roger Deneef                       |
| 1935 (novembre) | Maurice Archambaud Roger Lapébie                     | Learco Guerra Giuseppe Olmo                         | Romain Maes Sylvère Maes                            |
| 1936            | Kees Pellenaars Adolf Schön                          | Emile Ignat Emile Diot                              | Maurice Archambaud Roger Lapébie                    |
| 1937            | Cor Wals Albert Billiet                              | Learco Guerra Raffaele Di Paco                      | Arthur Sérès René Bouchard                          |
| 1938            | Karel Kaers Albert Billiet                           | Emile Ignat Emile Diot                              | Jan Pijnenburg Cor Wals                             |
| 1939            | Albert Buysse Albert Billiet                         | René Bouchard Kees Pellenaars                       | Dirk Groenewegen Camiel Dekuysscher                 |
| 1940-45         | Non-disputés                                         |                                                     |                                                     |
| 1946            | Gerrit Schulte Gerrit Boeyen                         | Arthur Sérès Guy Lapébie                            | Achiel Bruneel Omer De Bruycker                     |
| 1947            | Achiel Bruneel Robert Naeye                          | Hans Knecht Ferdinand Kübler                        | Jacques Girard Raymond Louviot                      |
| 1948            | Arthur Sérès Guy Lapébie                             | Gerrit Schulte Gerrit Boeyen                        | Albert Bruylandt René Adriaenssens                  |
| 1949            | Guy Lapébie Achiel Bruneel                           | Albert Bruylandt René Adriaenssens                  | Marcel Kint Rik Van Steenbergen                     |
| 1950            | Gerrit Schulte Gerrit Peters                         | Guy Lapébie Achiel Bruneel                          | Hugo Koblet Armin von Büren                         |
| 1951            | Albert Bruylandt René Adriaenssens                   | Achiel Bruneel Josef De Beuckelaer                  | Raymond Goussot Rik Van Steenbergen                 |
| 1952            | Achiel Bruneel Rik Van Steenbergen                   | Gerrit Schulte Gerrit Peters                        | Alfred Strom Reginald Arnold                        |
| 1953            | Gerrit Schulte Gerrit Peters                         | Achiel Bruneel Rik Van Steenbergen                  | Oscar Plattner hans Hörmann                         |
| 1954            | Roger Godeau Georges Senfftleben                     | Lucien Gillen Ferdinando Terruzzi                   | Émile Carrara Dominique Forlini                     |
| 1955            | Reginald Arnold Sydney Patterson Russell Mockridge   | Gerrit Schulte Gerrit Peters Jan Derksen            | Emile Severeyns Paul Depaepe Leon Van Daele         |
| 1956            | Oscar Plattner Jean Roth Walter Bücher               | Lucien Acou Leon Van Daele Arsène Rijkaert          | Georges Senfftleben Pierre Michel Dominique Forlini |
| 1957            | Jacques Anquetil André Darrigade Ferdinando Terruzzi | Louison Bobet Georges Senfftleben Dominique Forlini | Willy Vannitsen Leon Van Daele Alfred De Bruyne     |
| 1958            | Jacques Anquetil André Darrigade Ferdinando Terruzzi | Émile Carrara Georges Senfftleben Mino De Rossi     | Pierre Brun Dominique Forlini Jean Forestier        |
| 1959-83         | Non-disputés                                         |                                                     |                                                     |
| 1984 (février)  | Bernard Vallet Gert Frank                            | Francesco Moser Dietrich Thurau                     | Constant Tourné Etienne De Wilde                    |
| 1984 (novembre) | René Pijnen Francesco Moser                          | Gert Frank Bernard Vallet                           | Danny Clark Gary Wiggins                            |
| 1985            | Etienne De Wilde Constant Tourné                     | Anthony Doyle Stephen Roche                         | Gert Frank Bernard Vallet                           |
| 1986            | Danny Clark Bernard Vallet                           | Anthony Doyle Charly Mottet                         | Guido Bontempi Francesco Moser                      |
| 1987            | Non-disputé                                          |                                                     |                                                     |
| 1988            | Danny Clark Anthony Doyle                            | Pierangelo Bincoletto Francesco Moser               | Laurent Biondi Bernard Vallet                       |
| 1989            | Etienne De Wilde Charly Mottet                       | Urs Freuler Laurent Fignon                          | Pierangelo Bincoletto Adriano Baffi                 |

## Les Six Jours de Paris dans la littérature
- Paul Morand vit la course depuis le stand d'un coureur dans La nuit des Six-Jours, nouvelle du recueil Ouvert la nuit.
- Dans Paris est une fête, Ernest Hemingway, qui a vécu quelques folles soirées au Vel' d'Hiv', évoque la « lumière fumeuse » des Six-Jours de Paris.
- Dans Je me souviens, Georges Perec écrit "Je me souviens des six-jours au Vel dHiv." (n° 168)

## Les Six Jours de Paris au cinéma
- 1925 : L'Inconnue des Six Jours, film inédit de  René Sti[6], avec Tania Fédor, Michel Simon et Maurice Brocco. Dans l'une des scènes tournées lors des Six Jours de Paris, le samedi 6 mars 1925[7]. En raison de différends entre René Sti et la société de distribution, ce film n'est jamais sorti en salle[8]. Bob Desmarets joue son propre rôle, de directeur du Vel' d'Hiv, dans Le Roi des resquilleurs film français réalisé par Pierre Colombier, sorti en 1930[9].
- 1936 : Prince des Six Jours, de Robert Vernay.